# Presidents' Day
Il Presidents' Day (in italiano Giorno dei presidenti) è una festività degli Stati Uniti d'America nata per commemorare il compleanno di George Washington e celebrata a livello federale il terzo lunedì di febbraio. 
Denominata ufficialmente Compleanno di Washington (Washington's Birthday), è comunemente nota come Giorno dei Presidenti e con questo nome o quello originario è celebrata in parallelo nello stesso giorno anche in numerosi singoli Stati.
Tale festa fu istituita dal governo federale statunitense nel 1880, e inizialmente riguardava solo gli uffici governativi della capitale; dal 1885 include tutti gli uffici federali del paese.
Essa veniva celebrata il 22 febbraio, ovvero il giorno della nascita di Washington, ma dal 1971, per effetto dello Uniform Monday Holiday Act, essa venne spostata al terzo lunedì di febbraio.

## Denominazione
Una versione iniziale della medesima legge, risalente al 1968, avrebbe cambiato ufficialmente il nome della festa in Presidents' Day, per onorare oltre a Washington anche Abraham Lincoln, nato peraltro il 12 febbraio, ma essa fu respinta dal Congresso. Il 12 febbraio è comunque festa statale in ricordo di Lincoln in Connecticut, Missouri e Illinois.
A partire dagli anni ottanta, tuttavia, la denominazione ufficiosa Presidents' Day è andata man mano diffondendosi, e si è venuta a creare una forte disomogeneità nelle celebrazioni a livello di singoli Stati. 
Particolari sono i casi di Alabama e Massachusetts: il primo celebra assieme a Washington anche Thomas Jefferson, terzo presidente dell'Unione, mentre il secondo ha un Presidents' Day separato, dedicato ai Presidenti John Adams, John Quincy Adams e John F. Kennedy (nati nello Stato) e a Calvin Coolidge (che, pur essendo nato in Vermont, divenne governatore del Massachusetts).

## Osservanza
Originariamente, il Compleanno di Washington era una festività osservata in modo molto più rigido di quanto non lo sia attualmente.
Difatti, negozi e aziende erano soliti rimanere chiusi in questa data, ma, dagli anni ottanta in poi, un numero sempre maggiore di imprese rimane aperta ed anzi molti negozianti, in particolare concessionari d'automobili, in questa occasione praticano sconti alla merce in vendita; d'altra parte, molte aziende di trasporto pubblico osservano i medesimi orari dei giorni feriali. Come risultato, ben poco cambia nella vita della maggior parte dei cittadini americani.
Tale cambiamento dei costumi si deve da un lato alla vicinanza della festa che celebra il Compleanno di Martin Luther King (il terzo lunedì di gennaio), la quale riscontra invece una sempre maggiore osservanza, e dall'altro allo spostamento al lunedì di tutte le feste federali, previsto dalla succitata legge del 1971, che aveva anche lo scopo di promuovere affari e commerci.
Ben diverso, tuttavia, è l'impatto della festività sulle attività scolastiche: mentre, infatti, nei giorni precedenti gli studenti vengono istruiti sulla storia dei Presidenti, con particolare rilievo sulla vita di Washington e Lincoln, gran parte delle scuole rimane chiusa in tale data, ed in certi casi (come ad esempio a New York) per l'intera settimana viene osservata una sorta di "vacanza di mezzo inverno".

## Celebrazioni pubbliche
Le cerimonie pubbliche variano da luogo a luogo, e spesso hanno origini molto antiche. 
Ad Alexandria, in Virginia, esse durano un intero mese, e comprendono una delle più grandi parate della nazione; sempre in Virginia, Stato di provenienza di Washington, ai visitatori del Monumento Nazionale di Westmoreland, suo luogo di nascita, vengono offerte fastose celebrazioni sia nel week-end che porta alla festività, sia il 22 febbraio. 
Fra le altre commemorazioni sparse per tutti gli USA, nella piccola città di Eustis, nel cuore della Florida, dal 1902 si tiene un'apposita "George Fest".

## Significato
Con questa festa gli Stati Uniti onorano l'uomo che, a ragione, è stato sin dalla sua scomparsa definito il Padre della Patria; il primo Presidente, unico finora ad essere stato eletto all'unanimità dal Collegio elettorale, campione di virtù morali e pubbliche, convinto assertore dell'unità dello Stato e contemporaneamente della sua forma repubblicana (al punto di rifiutare una trionfale elezione ad un terzo mandato, decisione poi assurta a legge col XXII Emendamento), esempio per tutti i suoi successori ed in generale per tutti gli uomini di governo statunitensi.
Inoltre, essendo stato Washington generale e comandante in capo dell'Esercito Continentale, la ricorrenza offre un'ulteriore opportunità, oltre al Memorial Day ed al Veterans Day, per onorare i veterani della nazione. Dal 1932 (200º anniversario della nascita di Washington), in questa data vengono assegnate, a soldati feriti in battaglia, le decorazioni del Purple Heart, originariamente ideate dallo stesso Washington per fregiare i meriti anche dei soldati semplici.